# Кисуцьке Нове Место (округа)
Окрес Кисуцке Нове Место (словац. Kysucké Nové Mesto), в складі Жилінського краю Словаччини. Адміністративний центр — містечко Кисуцке Нове Место. Загалом входить до історичної області Кисуцького жупану в якому історично мешкають як словаки, так й гуральський етнос, який розмовляє на одному з діалектів польської мови.

## Розташування
Округ Кисуцке Нове Место знаходиться в центрі Жилінського краю. Займає переважно гірські території, загалом становить 173,7 км² з населенням близько 34 000 мешканців. Розташовані масив Воєнне і Раковські пагорби.

## Населення
| Рік:            | 1994.  | 2004.   | 2014.   | 2024.   |
| --------------- | ------ | ------- | ------- | ------- |
| Кількість осіб: | 33 019 | 33 944  | 33 158  | 32 540  |
| Різниця:        |        | +2,80 % | -2,31 % | -1,86 % |

| Рік:            | 2023.  | 2024.   |
| --------------- | ------ | ------- |
| Кількість осіб: | 32 642 | 32 540  |
| Різниця:        |        | -0,31 % |

## Адміністративний поділ
Адміністративна одиниця — окрес Кисуцке Нове Место — вперше була сформована після 1996 року, до того був складовою частино округи Чадця. Це є найменший окрес краю, до нього входять 13 сіл (обец) та сам адміністративний центр округи містечко Кисуцке Нове Место.
Перелік обец, що входять до округу Кисуцке Нове Место та їх орієнтовне розташування — супутникові знимки [Архівовано 25 Серпня 2011 у WebCite]:
- Нижній Вадічов (Dolný Vadičov)
- Верхній Вадічов (Horný Vadičov)
- Кисуцки Лєсковец (Kysucký Lieskovec)
- Лодно (Lodno)
- Лопушне Пажіте (Lopušné Pažite)
- Неслуша (Nesluša)
- Оходніца (Ochodnica)
- Повіна (Povina)
- Радоля (Radoľa)
- Рудіна (Rudina)
- Рудінка (Rudinka)
- Рудінска (Rudinská)
- Снєжніца (Snežnica)